# Bracia (film 2017)
Bracia (hol. Broers) – powstały w koprodukcji międzynarodowej film fabularny z 2017 w reżyserii Brama Schouwa, z Jonasem Smuldersem i Nielsem Gompertsem w rolach głównych.

## Premiera
Film miał światową premierę 1 czerwca 2017 roku.

## Fabuła
Akcja filmu rozgrywa się w Holandii i Francji w czasach współczesnych. Dwóch braci wyrusza na południe, do Francji. Alexander jest typem człowieka charyzmatycznego i odważnego. Jego bratu Lukasowi wciąż jeszcze brak doświadczenia. W trakcie podróży odkrywają różnice swych charakterów i w podejściu do życia.

## Obsada
W filmie wystąpili, m.in.:
- Jonas Smulders jako Lukas
- Niels Gomperts jako Alexander
- Christa Théret jako Josephine
- Grégory Gatignol jako Guillaume
- Tim Linde jako Wouter
- Hanna van Vliet jako Jet
- Patrick Descamps jako ojciec Josephine